# Moeda de um real
A moeda de um real é a de maior valor entre as moedas brasileiras. Entrou em circulação em 1 de julho de 1994, com o lançamento do novo padrão monetário instaurado por ocasião do Plano Real. A emissão e a regulamentação da moeda é de responsabilidade do Banco Central do Brasil.  
Desde 2006, a moeda vem substituindo a cédula de um real, que deixou de ser produzida em 2005.
A moeda segue sendo produzida anualmente, com exceção dos anos 2000, 2001 e 2015, quando não houve tiragens.  

## Primeira família (1994)
A moeda de um real correspondente à primeira família e foi cunhada apenas em 1994, coexistindo com a cédula de um real de mesmo valor facial. Em 23 de dezembro de 2003, essa moeda foi retirada de circulação, devido ao alto índice de falsificação.

### Anverso
O anverso possui a Efígie da República, o dístico "BRASIL" e ramos de louro estilizados.

### Reverso
O reverso apresenta o valor de face, o ano de produção da moeda e ramos de louro estilizados.

### Tiragem
Houve apenas uma tiragem da primeira família das moedas de um real, em 1994, com emissão de 215 milhões de moedas. 

## Segunda família (1998-hoje)
Em 1 de julho de 1998, foi lançada a segunda família de moedas de um real, que representou uma grande mudança estilística diante das outras moedas do padrão. A nova moeda de um real apresenta como peculiaridade o fato de ser composta por dois materiais de cores distintas: um núcleo prateado (disco interno) e um anel dourado (disco externo). O bordo apresenta seguimentos alternados lisos e serrilhados.
Inicialmente, o anel dourado era feito de alpaca e o núcleo de cuproníquel. Contudo, devido ao aumento significativo no preço dos materiais utilizados na fabricação, a alpaca foi substituída por aço revestido de bronze (mesma composição da moeda de dez centavos) e o cuproníquel por aço inoxidável (como ocorreu com as moedas de cinquenta centavos) nas moedas cunhadas a partir de 2002. As alterações no aspecto físico foram pouco significativas, apenas na tonalidade e no brilho, além do peso ligeiramente inferior. 

### Anverso
O anverso possui a Efígie da República à direita do núcleo prateado que transpassa para o anel dourado. No anel há referência às raízes étnicas brasileiras representada pelo grafismo encontrado em cerâmicas indígenas de origem marajoara e também o dístico "BRASIL".

### Reverso
O reverso apresenta novamente o grafismo indígena marajoara no anel dourado. No núcleo prateado, possui uma esfera sobreposta por uma faixa da constelação do Cruzeiro do Sul, fazendo alusão ao Pavilhão Nacional. Também estão inseridos os dísticos correspondentes ao valor facial e ao ano de cunhagem.

### Tiragem
As moedas são produzidas pela Casa da Moeda do Brasil desde 1998. Em 2000 e 2001, não houve cunhagem de moedas de um real dessa família, em virtude dos problemas de custos de fabricação. Em 2015, também não foram produzidas. 
| Primeira tiragem | Primeira tiragem |
| ---------------- | ---------------- |
| Ano              | Quantidade       |
| 1998             | 18.000.000       |
| 1999             | 3.840.000        |

| Segunda tiragem | Segunda tiragem |
| --------------- | --------------- |
| Ano             | Quantidade      |
| 2002            | 54.192.000      |
| 2003            | 100.000.000     |
| 2004            | 150.016.000     |
| 2005            | 43.776.000      |
| 2006            | 179.968.000     |
| 2007            | 275.712.000     |
| 2008            | 664.833.000     |
| 2009            | 510.080.000     |
| 2010            | 220.032.000     |
| 2011            | 140.032.000     |
| 2012            | 145.589.000     |
| 2013            | 404.736.000     |
| 2014            | 11.904.000      |
| 2016            | 25.088.000      |
| 2017            | 180.352.000     |
| 2018            | 151.552.000     |
| 2019            | 232.664.000     |
| 2020            | 161.280.000     |
| 2021            | 63.744.000      |
| 2022            | 155.200.000     |
| 2023            | 144.256.000     |
| 2024            | 137.216.000     |

## Anversos comemorativos

### Cinquentenário da Declaração dos Direitos Humanos

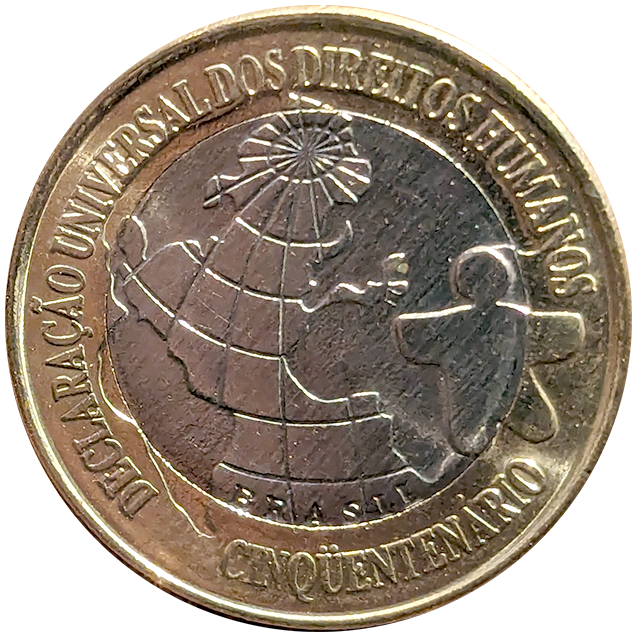
Anverso da moeda de um real comemorativa dos 50 anos da Declaração Universal dos Direitos Humanos

Em 1998, foi cunhada uma edição limitada de 600 mil unidades da moeda para a celebração dos 50 anos da Declaração Universal dos Direitos Humanos. O anverso foi composto por um motivo com uma figura humana, representativa da logomarca oficial do evento, e o globo terrestre.  Por sua raridade, o valor entre colecionadores pode variar de R$ 600,00 a R$ 1100,00.

### Centenário de Juscelino Kubitschek

Moeda de um real comemorativa dos 100 anos do nascimento do ex-presidente Juscelino Kubitschek

Em 2002, foi cunhada uma edição com 50 milhões de unidades para celebrar o centenário de nascimento de Juscelino Kubitschek. No anverso, foi representado a efígie do ex-presidente e os pilares na entrada do Palácio da Alvorada no anel dourado. Também há a inscrições "Centenário Juscelino Kubitschek".

### 40 anos do Banco Central do Brasil

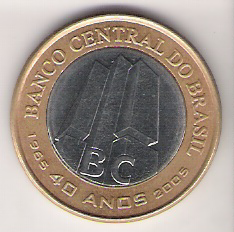
Anverso da moeda de um real comemorativa dos 40 anos do Banco Central do Brasil

Em 2005, foi cunhada 40 milhões da moeda que celebrava os 40 anos do Banco Central do Brasil. O anverso apresenta uma representação inspirada na logomarca oficial, com referência ao edifício sede da autarquia em Brasília. Também contempla a legenda “BC”, além das inscrições “BANCO CENTRAL DO BRASIL” e “1965 40 ANOS 2005”. O reverso se manteve inalterado.

### Entrega da Bandeira Olímpica
Em 2012, foi cunhada mais de 2 milhões de moedas para celebrar a entrega da Bandeira Olímpica ao Brasil, após o encerramento dos Jogos Olímpicos de Verão de 2012. O anverso apresenta uma representação da Bandeira Olímpica e a logomarca dos Jogos Olímpicos de Verão de 2016, realizados no Rio de Janeiro. 

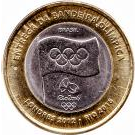
Anverso da moeda comemorativa da entrega da Bandeira Olímpica

Na área do anel dourado, estão as inscrições "Entrega da Bandeira Olímpica", "Londres 2012 - Rio 2016" e "Brasil". As moedas também foram comercializadas em embalagens especiais para colecionadores, por R$ 9,50.

### Jogos Olímpicos e Paralímpicos Rio 2016
Em 2014, foi lançado o primeiro lote em comemoração aos Jogos Olímpicos de Verão de 2016 e os Jogos Paralímpicos de Verão de 2016, com quatro faces comemorativas: Atletismo, Natação, ⁣Golfe e Paratriatlo.
Em 2015, foram lançados o segundo e o terceiro lote, com mais oito faces comemorativas: Basquetebol, Vela, Rúgbi, Paracanoagem, Futebol, Voleibol, Atletismo Paralímpico e Judô. 
Em 2016, foi lançado o quarto e último lote, com as faces comemorativas: Boxe, Natação Paralímpica, a mascote Vinícius dos Jogos Olímpicos e a mascote Tom dos Jogos Paralímpicos. 
Cada modelo foi produzido com a tiragem máxima de 20 milhões de unidades, sendo que as moedas foram comercializadas também em cartelas promocionais.
Todos os anversos levam a representação do esporte, a logomarca oficial dos Jogos Olímpicos Rio 2016 e a legenda “BRASIL”.
- Atletismo: um atleta executando o salto triplo.[20]
- Natação: dois nadadores mergulhando na piscina.[21]
- Golfe: representação de um taco e bola de golfe.[22]
- Paratriatlo: um atleta em cada etapa da competição (corrida, natação e ciclismo).[23]
- Basquetebol: uma mão com a bola no cesto, representando uma “enterrada”.[24]
- Vela: um iatista controlando o veleiro.[25]
- Rúgbi: dois jogadores disputando a bola. [26]
- Paracanoagem: um atleta na canoa com remo.[27]
- Futebol: dois jogadores disputando a bola.[28]
- Voleibol: um jogador sacando a bola.[29]
- Atletismo Paralímpico: dois atletas em corrida.[30]
- Judô: dois judocas lutando.[31]
- Boxe: dois boxeadores lutam em um ringue.[32]
- Natação Paralímpica: duas nadadoras nadando de costas em suas raias.[33]
- Mascote Vinícius: mascote dos Jogos Olímpicos Rio 2016. [34]
- Mascote Tom: mascote dos Jogos Paralímpicos Rio 2016.[35]

| Moedas comemorativas Jogos Olímpicos 2016 | Moedas comemorativas Jogos Olímpicos 2016 | Moedas comemorativas Jogos Olímpicos 2016 | Moedas comemorativas Jogos Olímpicos 2016 | Moedas comemorativas Jogos Olímpicos 2016 |
| ----------------------------------------- | ----------------------------------------- | ----------------------------------------- | ----------------------------------------- | ----------------------------------------- |
| 1º Lote                                   |                                           |                                           |                                           |                                           |
| Atletismo                                 | Natação                                   | Golfe                                     | Paratriatlo                               |                                           |
|                                           |                                           |                                           |                                           |                                           |
| 2º Lote                                   |                                           |                                           |                                           |                                           |
| Basquetebol                               | Vela                                      | Rugby                                     | Paracanoagem                              |                                           |
|                                           |                                           |                                           |                                           |                                           |
| 3º Lote                                   |                                           |                                           |                                           |                                           |
| Futebol                                   | Voleibol                                  | Atletismo Paralímpico                     | Judô                                      |                                           |
|                                           |                                           |                                           |                                           |                                           |
| 4º Lote                                   |                                           |                                           |                                           |                                           |
| Boxe                                      | Natação Paralímpica                       | Mascote Vinicius                          | Mascote Tom                               |                                           |

### Cinquentenário do Banco Central do Brasil

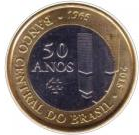
Anverso da moeda comemorativa dos 50 anos do Banco Central do Brasil

Em 2015, antes do segundo lote de moedas dos Jogos Olímpicos/Paralímpicos de 2016, foi lançada a moeda de 50 anos do Banco Central do Brasil.
Foram cunhadas 50 milhões de moedas. No anverso, está a representação da fachada do edifício sede do Banco Central do Brasil, em Brasília, acompanhada da inscrição "50 Anos". No anel dourado, há as inscrições “Banco Central do Brasil” e “1965-2015”.

### 25 anos do Real
Em 2019, foram cunhadas 25 milhões de moedas para a celebração dos 25 anos do Real.

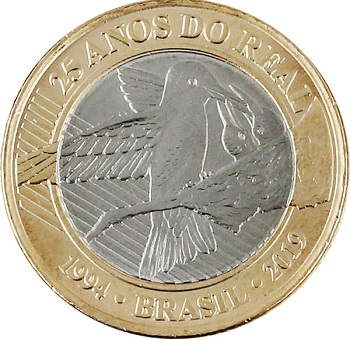
Anverso da moeda comemorativa dos 25 anos do Real

O modelo traz a representação de um beija-flor alimentando seus filhotes no ninho. A escolha dessa ave é devido sua gravura nas cédulas de R$ 1, que circularam entre 1994 e 2005.

### 30 anos do Real
Em 2024, foram lançadas as moedas comemorativas dos 30 anos do Real, com a produção de 45 milhões de unidades.

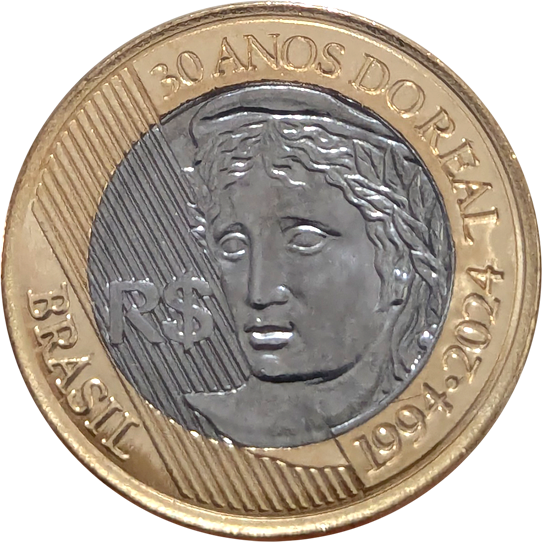
Anverso da moeda comemorativa dos 30 anos do Real

O anverso apresenta a efígie da República, linhas diagonais que atravessam o núcleo e o anel dourado e, também, o símbolo do padrão monetário brasileiro "R$". No anel dourado, estão inscritos “30 Anos do Real”, “1994-2024” e “Brasil”.

### 60 anos do Banco Central do Brasil
Em 2025, foram lançadas 23.168.000 unidades de moedas comemorativas em alusão aos 60 anos do órgão. 
O anverso possui o selo comemorativo com o número 60 e a logomarca da instituição. No anel dourado, transpassa linhas diagonais e as inscrições “Banco Central do Brasil” e “1965-2025”. 